# Люта (Черногория)
Люта (серб. Ljuta) — небольшое поселение на берегу Бока-которского залива у подножия горного хребта Ловчен, находится между Добротой и Ораховцем (муниципалитет Котора, Черногория). Название село получило по одноимённой реке.
Основная активность — туризм и рыболовство. Современная Люта почти безлюдна в зимнее время. Летом в Люту приезжают туристы. Люта имеет давнюю историю, явственную в её дворцах и пирсах из характерного белого камня.
В Люте находится крупное рыболовецкое хозяйство.
Одной из достопримечательностей является церковь святого Петра, выстроенная в стиле барокко (XVII век). В этом соборе находится икона, с которой связана местная легенда: считается, что икона спасла жителей Люты во время эпидемии холеры в 1855 году.